# Convent de les Germanes de la Vetlla (Vilafranca del Penedès)
El Convent i capella de les Germanes de la Vetlla és un edifici de Vilafranca del Penedès (Alt Penedès) protegit com a bé cultural d'interès local.

## Descripció
El conjunt és format per la casa residència de les monges, la capella i una nova construcció, amb jardí davanter. La casa té planta baixa, un pis i golfes. La façana, de composició simètrica, presenta com a element remarcable l'arc conopial de la porta del balcó, amb ornamentació floral. La coberta és de teulada amb teula àrab i terrat. La capella, d'una sola nau i de reduïdes dimensions, presenta la utilització del maó vist com a característica fonamental. La coberta és a dues aigües i amb espadanya.
Presenta combinació de diversos llenguatges arquitectònics. Predominen el neogoticisme i el modernisme.

## Història
El Convent de les Germanes de la Vetlla data del 1899. El projecte, signat per l'arquitecte Santiago Güell i Grau conservat a l'arxiu municipal de Vilafranca, va ser presentat el dia 27 de maig i aprovat el 28 de juny.
La construcció nova data dels anys 1974, 1975 i 1976 i es va fer d'acord amb el projecte de Josep M. Rovira i Gimeno.